# 크라이스트처치 공항
크라이스트처치 국제공항(영어: Christchurch International Airport, IATA:CHC, ICAO:NZCH)은 1953년에 문을 연 뉴질랜드 남섬 크라이스트처치에 위치한 국제공항으로 오클랜드 국제공항 다음으로 뉴질랜드에서 두 번째로 크다.

## 역사
1935년에 부지를 선정하고 1940년에 헤어우드 공항으로 개항했으며 1950년 현재의 이름으로 바꾸면서 뉴질랜드의 국제공항 중에서 가장 오래 되었다. 1946년에 터미널, 1950년대 2개 활주로와 2개 유도로(誘導路)를 건설하고 1960년대에 새 터미널을 완공하였다.
1988년에 설립된 크라이스트처치 국제공항 회사(영어: Christchurch International Airport Limited)에 의해 운영하고 있으며 크라이스트처치 홀딩스(영어: Christchurch Holdings Limited)가 75%, 크라이스트처치가 25%의 지분을 보유하고 있다. 터미널은 국제선 터미널과 국내선 터미널로 구성되며 2000년 시작된 터미널 확장공사는 2008년에 완공 되었다.
하지만 터미널, 관제탑 및 주기장의 노후화로 2009년부터 기존에 있던 터미널을 조금씩 철거함과 동시에 그 자리에 새로운 터미널 빌딩 (국제선 터미널과 국내선 터미널의 합병), 관제탑과 접근도로, 주기장 및 주차장까지 새로 건설하였다. 모든 건설은 2012년에 완공하였으며, 2013년 4월 1일 정식으로 개항하였다. 새 터미널을 개항함과 동시에, 크라이스트처치 공항은 새 공항으로 탈바꿈하였다.
한때 대한항공이 1994년 6월부터 인천국제공항 (당시 김포국제공항) - 크라이스트처치 노선에 전세편을 운항했지만, 2007년 이후에는 단항하고 있다. 2019년 12월 27일부터 2020년 2월 21일까지 대한항공이 10편 왕복으로 인천-크라이스트처치 계절편 노선을 운항하였다.

## 운항 노선

### 국제선
| 항공사            | 목적지                                                                             |
| ----------------- | ---------------------------------------------------------------------------------- |
| 에어뉴질랜드      | 브리즈번, 멜버른, 시드니, 골드코스트 계절편 : 애들레이드 - (2025년 10월 27일 취항) |
| 캐세이퍼시픽 항공 | 계절편 : 홍콩(첵랍콕)                                                              |
| 중국남방항공      | 계절편 : 광저우                                                                    |
| 싱가포르 항공     | 싱가포르                                                                           |
| 에미레이트 항공   | 두바이, 시드니                                                                     |
| 콴타스 항공       | 시드니, 브리즈번, 멜버른                                                           |
| 제트스타 항공     | 멜버른, 골드코스트, 케언즈                                                         |
| 피지 항공         | 나디                                                                               |
| 유나이티드 항공   | 계절편: 샌프란시스코                                                               |

### 국내선
| 항공사            | 목적지 |
| ----------------- | --- |
| 에어뉴질랜드      | 오클랜드, 퀸스타운, 웰링턴, 더니든, 해밀턴, 인버카길, 파머스턴 노스, 퀸스타운, 로토루아, 넬슨, 네이피어, 뉴플리머스, 타우랑가, 호키티카 |
| 에어채텀          | 채텀 |
| 제트스타 뉴질랜드 | 오클랜드, 웰링턴, |

### 화물 노선
| 항공사                       | 목적지                  |
| ---------------------------- | ----------------------- |
| 콴타스 프레이트              | 오클랜드, 시드니        |
| DHL ( 타스만 카고 에어 운영) | 오클랜드, 멜버른        |
| 페덱스 익스프레스            | 오클랜드, 멜버른        |
| 에어 워크                    | 오클랜드                |
| 파실 에어                    | 오클랜드, 파머스턴 노스 |
| 텍셀 에어 뉴질랜드           | 오클랜드                |

## 같이 보기
- 뉴질랜드의 항공사 목록